# Yerupajá
El Yerupajá o Nevado Yerupajá és una muntanya de la Cordillera Huayhuash,al centre del Perú, a la serralada dels Andes. Amb els seus 6.634 metres és la segona més alta del Perú i el cim més elevat de la Cordillera Huayhuash. El cim és el punt més alt de la Conca amazònica i va ser assolit per primera vegada el 1950 per Jim Maxwell i David Harrah. El seu cim Nord (Yerupajá Norte) hagué d'esperar el 1968 a què els neozelandesos Roger Bates i Graeme Dingle l'assolissin.

## Ascensions destacades

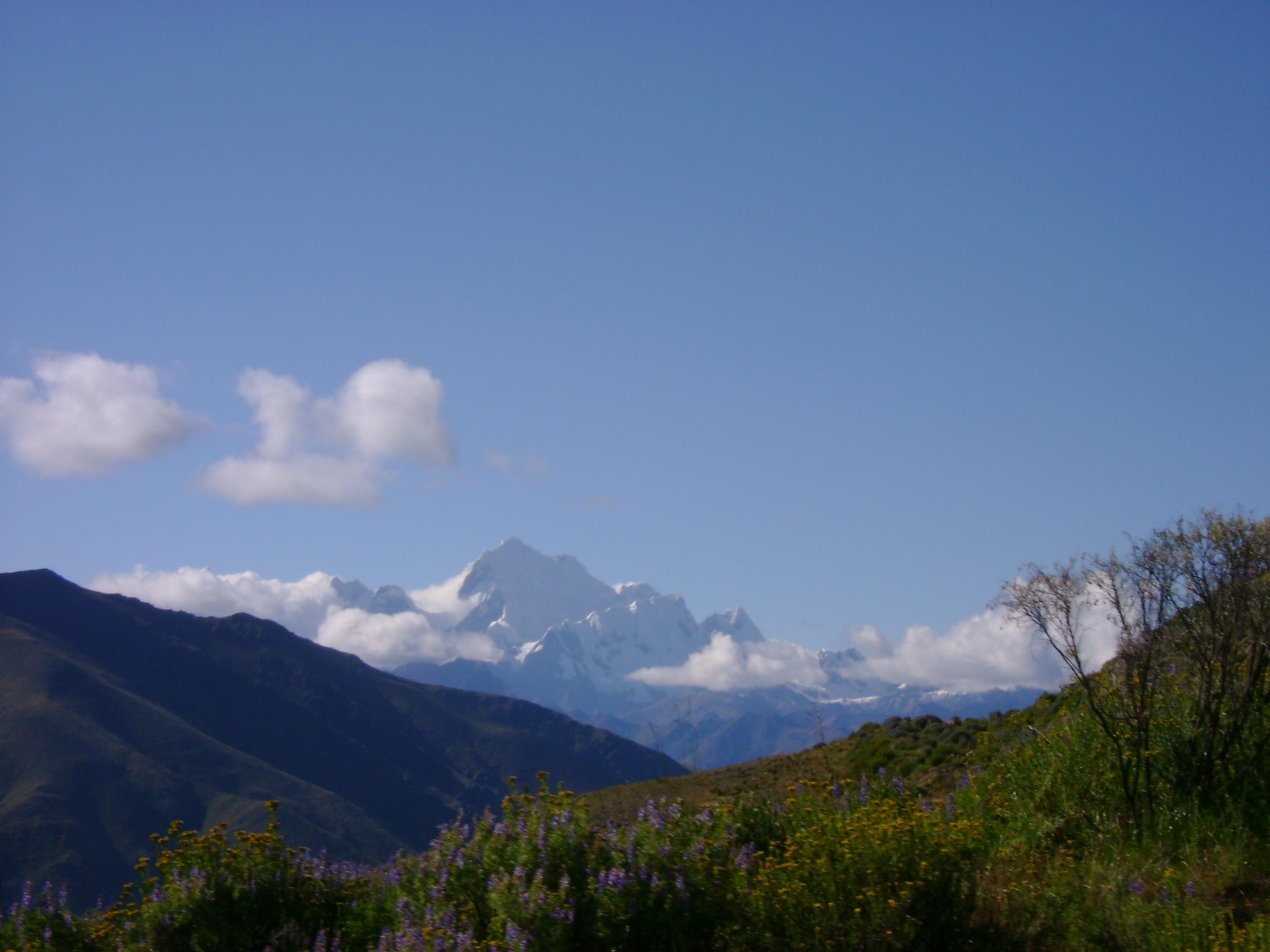
Yerupajá, Cordillera Huayhuash, vist des de la carretera a Conococha.

- 1950. Flanc sud de la cara oest. Primera ascensió al cim, per David Harrah i Jim Maxwell.[1]
- 1966. Directa, cara oest. 2a ascensió al cim. Primera ascensió per la ruta després de 13 dies, per Leif Patterson i Jorge Peterek.[2]
- 1968. Cara Nord-est. Primera ascensió per la ruta per Chris Jones i Paul Dix (cim el 30 de juliol), amb el suport de Dean Caldwell i Roger Hart (tots estatunidencs).[3]
- 1969. Cara est, per Reinhold Messner i Peter Habeler.